# 天山野青茅
天山野青茅（学名：Deyeuxia tianschanica），为禾本科野青茅属下的一个植物种。